# David Kotrys
David Kotrys (ur. 3 czerwca 1977 w Czeskim Cieszynie) – czeski piłkarz występujący na pozycji obrońcy.

## Życiorys
Jego wcześniejszymi klubami były Banik Hawierzów, FC Karwina, FC Vítkovice, Sigma Ołomuniec, LeRK Prościejów, Bohemians Praga, Vysočina Igława, Baník Ostrawa, MFK Ružomberok i Dukla Bańska Bystrzyca.
W barwach MFK Ružomberok w sezonie 2005/2006 zdobył mistrzostwo i Puchar Słowacji.
W lipcu 2009 roku podpisał kontrakt z Polonią Bytom